# Tennistoernooi van Dubai 2009
Het tennistoernooi van Dubai van 2009 werd van 15 tot en met 28 februari 2009 gespeeld op de hardcourt-buitenbanen van het Aviation Club Tennis Centre in Dubai, de hoofdstad van het gelijknamige emiraat in de Verenigde Arabische Emiraten. De officiële naam van het toernooi was Barclays Dubai Tennis Championships.
Het toernooi bestond uit twee delen:
- WTA-toernooi van Dubai 2009, het toernooi voor de vrouwen, van 15 tot en met 21 februari 2009
- ATP-toernooi van Dubai 2009, het toernooi voor de mannen, van 23 tot en met 28 februari 2009

ATP-toernooi van Dubai – WTA-toernooi van Dubai

2001 · 2002 · 2003 · 2004 · 2005 · 2006 · 2007 · 2008 · 2009 · 2010 · 2011 · 2012 · 2013 · 2014 · 2015 · 2016 · 2017 · 2018 · 2019 · 2020 · 2021 · 2022 · 2023 · 2024 · 2025